# スーパーフライ級
スーパーフライ級（スーパーフライきゅう、英: super fly weight）は、ボクシングで用いられる階級の1つ。「フライ」は「蝿（ハエ）」を意味する。

## ボクシング
プロボクシングでの契約ウェートは、112 - 115ポンド (50.802 - 52.163kg) 。1980年創設のフライ級とバンタム級の間の階級であり、全17階級中4番目に軽い階級。日本のプロボクシングでの旧名は「ジュニアバンタム級」（英：junior bantam weight）。
アマチュアではライトバンタム級と呼ばれるが、ジュニアのみで設けられている（かつては女子シニアでも設けられていた）。契約ウェートは50 - 52kg。シニア部門ではバンタム級に属する。
初代スーパーフライ級世界王者はWBCはラファエル・オロノ（ベネズエラ）、WBAはグスタボ・バリャス（アルゼンチン）。
日本人として初めて同級世界王座を獲得したのはWBAの渡辺二郎（大阪帝拳、1982年4月8日 - 1984年7月15日）。女子では天海ツナミ（山木）が2009年に初となるWBAの王座をこの階級で獲得している。また、ミニフライ級（当時）で女子世界王者だった藤岡奈穂子が3階級引き上げたこの階級でJBC公認初の女子世界王座2階級制覇を達成している。
この階級の世界王座最多防衛記録はカオサイ・ギャラクシー（タイ / WBA）の19度、女子はデボラ・ディオニシウス（アルゼンチン / IBF）の12度。日本の選手の最多防衛記録は、渡辺二郎（大阪帝拳 / WBC・WBA）の通算10度（WBAを6度、WBCを4度）、女子天海ツナミ（山木 / WBA）の4度。同連続防衛記録は徳山昌守（金沢 / WBC）の8度連続。

## ムエタイ
ムエタイでの契約ウェートは、112 - 115ポンド (50.802 - 52.163kg) 。フライ級とバンタム級の間の階級であり、全19階級中4番目に軽い階級。世界ムエタイ評議会により規定されている。